# South Hykeham
South Hykeham är en by och en civil parish i North Kesteven i Lincolnshire i England. Orten har 835 invånare (2011). Byn nämndes i Domedagsboken (Domesday Book) år 1086, och kallades då Hicham.